# An-74
An-74 (ukr. Ан-74, kod NATO Coaler) – dwusilnikowy, odrzutowy samolot transportowy krótkiego startu i lądowania (STOL). Zaprojektowany w biurze konstrukcyjnym Olega Antonowa.

## Historia
Samolot stanowi wersję rozwojową samolotu An-72. Prototyp nowego samolotu oblatano latem 1983 roku. Pierwsza publiczna prezentacja nowego samolotu odbyła się na Salonie Lotniczym w Paryżu w 1987 roku. Wkrótce potem rozpoczęto produkcję seryjną, początkowe egzemplarze były oznaczone jako An-72A lub An-72P. Samoloty An-74 eksploatuje głównie lotnictwo Rosji i Ukrainy. Samolot ma cechy STOL, poprzez nadmuch powietrza na górną część płata (wykorzystując efekt Coandy). 

## Wersje
- An-74P (salon)
- An-74P-100
- An-74P-200
- An-74T
- An-74TK